# Конверс, Фредерик
Фре́дерик Ше́ферд Ко́нверс (англ. Frederick Shepherd Converse; 5 января 1871, Ньютон, Массачусетс, США — 8 июня 1940, Уэствуд, Массачусетс, США) — американский композитор и педагог. Член Американской академии искусств и литературы (1937).

## Биография
Сын Эдмунда Винчестера и Шарлотты Августы (Шеферд) Конверс. Окончил Гарвард-колледж, после чего занимался композицией у Джона Пейна и Джорджа Чадуика в Бостоне и у Карла Бермана и Йозефа Райнбергера в Королевской академии музыки в Мюнхене. В 1894 году женился на Эмме Тюдор. У них было семеро детей. В 1899 году стал преподавать в Консерватории Новой Англии, в 1901—1907 годах — в Гарвардском университете и в 1921—1938 годах — вновь в Консерватории Новой Англии (с 1931 года — декан). Среди учеников Конверса Алан Хованесс, Флоренс Прайс, Джозеф Вагнер и другие. Автор первой американской оперы («Лолан, или Трубка желаний»), поставленной в 1906 году в Бостоне, а в 1910 году — на сцене «Метрополитен-опера». Также писал музыку к фильмам.

## Сочинения
- опера «Лолан, или Трубка желаний» (1906, Бостон)
- опера «Жертвоприношение» (1911)
- опера «Синдбад-мореход» (1913)
- опера «Иммигранты» (1914)
- симфония № 1 (1920)
- симфония № 2 (1922)
- симфония № 3 (1936)
- симфония № 4 (1940)
- симфоническая фантазия «Таинственный трубач» (по Уолту Уитмену, 1904)
- «Праздник Пана» (1900)
- «Рассказ Эндимиона» (1901)
- две поэмы для фортепиано с оркестром «Ночь» и «День» (1905)

## Награды
- ? — Мемориальная медаль Биспема (опера «Лолан, или Трубка желаний»)